# 博讓西戰役
博讓西戰役發生在1429年7月16與17日。這是聖女貞德所領導的戰爭之一。在解除奧爾良之圍後不久，法軍收復羅亞爾河沿岸地區。

## 背景
博讓西是位於法國中央地區，羅亞爾河北岸的一個小城鎮。它控制了一座在之後的戰爭具有重要戰略性的橋梁。幾年前英軍占領此處作為侵入法國南部的戰略中心，之後法軍收復橋樑與城鎮，提供之後北方戰役重要的補給通道，並使法王查理七世能遵循傳統在兰斯主教座堂加冕。
羅亞爾河戰役中包含五場戰役：
1.奧爾良之圍
2.雅爾若戰役
3.羅亞爾河畔默恩戰役
4.博讓西戰役
5.帕提戰役
事實上，1428年後，法國羅亞爾河以北的地區幾乎都被外國勢力佔領。奧爾良的橋梁也在包圍解除前不久被摧毀。法軍也失去了其他所有渡口的控制權。三場小規模且快速的戰役於雅爾若、羅亞爾河畔默恩、博讓西，展示了法軍重新建立的信心，並打下讓後來居上的法軍能順利攻下兰斯的基礎。羅亞爾河戰役中殺死、俘虜或羞辱的大多數英軍的高層指揮官，也消滅了大量英國長弓兵中的菁英。
奧爾良的勝利後，法軍徵募的新兵數量快速膨脹。在攻擊博讓西時，有位自願者引起法軍指揮官的轟動，他是兩年前遭法蘭西宮廷驅逐的王室統帥阿蒂爾·德·里什蒙，他帶來一支1000人的部隊來供貞德差遣，而貞德冒著被貴族厭惡的風險接受了他的援助。

## 戰術

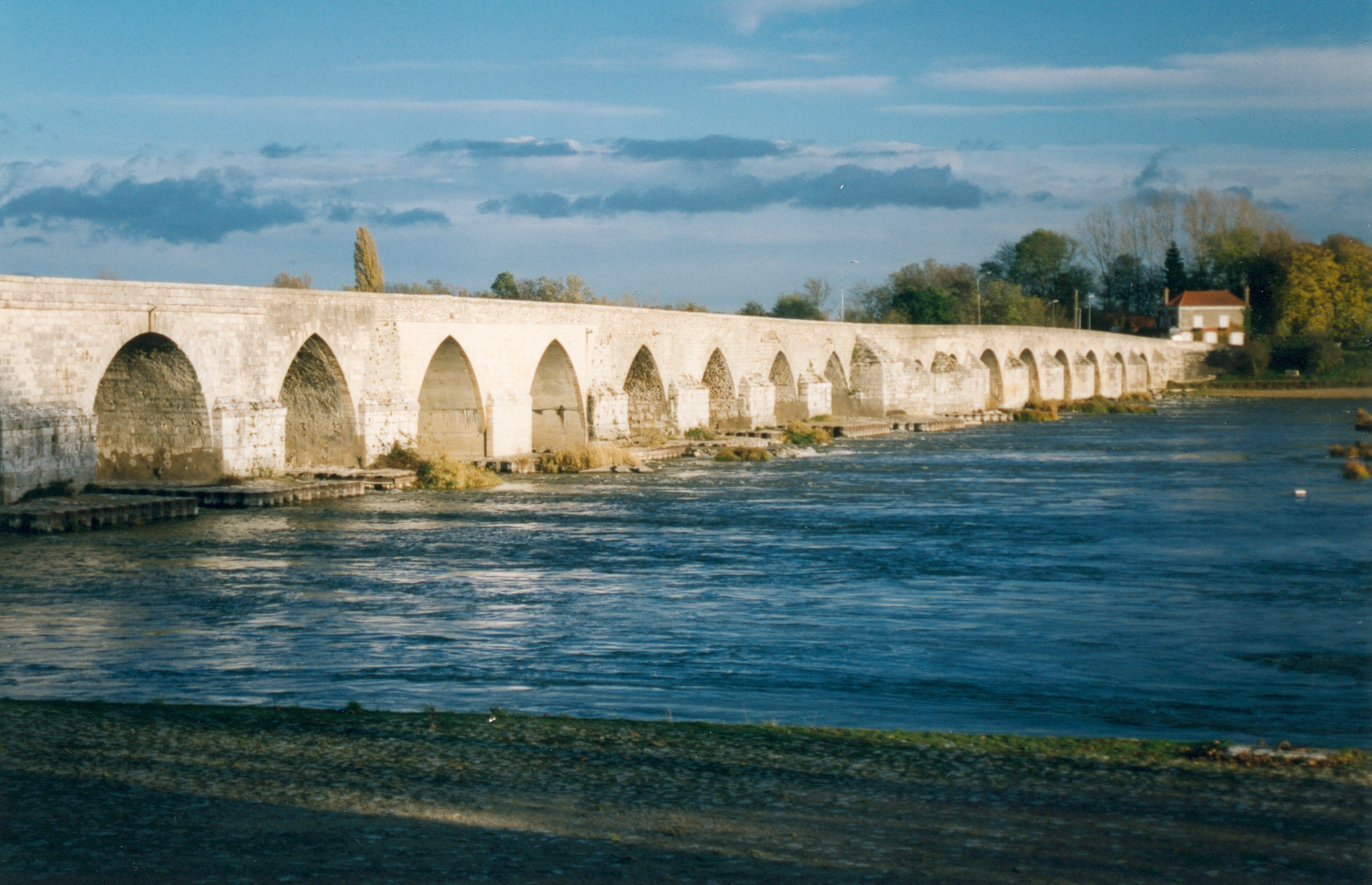
羅亞爾河戰役恢復了法軍對重要橋梁的控制。其中一座橋梁在戰爭後近六個世紀的現在仍然持續運作著。

聖女貞德和阿朗松公爵領導一支軍隊，成員包含迪努瓦公爵、吉爾·德·雷、让·波东·德·桑特拉耶以及拉伊爾。約翰·塔爾博特領導英國守軍。打破以往攻城戰的模式，法軍順著6月15日奪取通往羅亞爾河畔默恩的橋梁，沒有直接攻擊默恩的城鎮或城堡，反而在隔日攻擊了附近的博讓西。
和默恩不同的是，博讓西的主城牆是在城市圍牆之內。這座城牆仍然保存到現在並形成一個令人印象深刻的矩形要塞。在第一天的戰鬥中，英軍放棄城鎮撤退到城堡中。法軍接著用火砲砲擊城堡，當天傍晚阿蒂爾的援軍就抵達了。
在得知一批由約翰·法斯特爾夫率領的英軍增援部隊從巴黎出發後，阿朗松公爵便和英軍談判，要求他們投降並讓他們安全撤出博讓西。帕提戰役接著就在6月18日發生於附近的平原地帶。